# Ellgau
Ellgau – miejscowość i gmina w Niemczech, w kraju związkowym Bawaria, w rejencji Szwabia, w regionie Augsburg, w powiecie Augsburg, wchodzi w skład wspólnoty administracyjnej Nordendorf. Leży około 25 km na północ od Augsburga, nad rzeką Lech, przy drodze B2.

## Polityka
Wójtem gminy jest Manfred Schafnitzel, rada gminy składa się z 12 osób.
|      | FWG | CSU | Razem |
| 2008 | 9   | 3   | 12    |
| 2002 | 8   | -   | 8     |